# هفت تششمة (مقاطعة دلفان)
هفتتششمه (بالفارسية: هفت‌چشمه) هي قرية تقع في قسم كاكاوند الشرقي الريفي (مقاطعة دلفان) في إيران. يقدر عدد سكانها بـ 417 نسمة .